# Церковь Святого Эгидия (Нюрнберг)
Церковь Святого Эгидия (нем. St.-Egidien-Kirche) — евангелическо-лютеранская церковь Святого Эгидия на Эгидиенплац в районе Зебальдер Старого города Нюрнберга (Бавария). Это старейшая церковь и единственная церковь в стиле барокко в городе.

## История
На месте существующей церкви в стиле барокко ранее находилась средневековая монастырская церковь, перестроенная в начале XII века. Эта церковь относилась к шотландскому монастырю Святого Эгидия, который был основан в Регенсбурге и упразднён в 1525 году при аббате Фридрихе Писториусе. Церковь представляла собой трёхнефную романскую базилику, и её элементы частично сохранились в нынешней Капелле Евхария, своды которой были возведены после 1200 года.
С 6 на 7 июля 1696 года пожар почти полностью уничтожил монастырь и здание церкви, служившей проповеднической церковью со времен Реформации. В период с 1711 (первый камень в фундамент был заложен 14 октября) по 1718 год (повторное открытие 4 сентября 1718 года) на руинах прежнего здания была построена церковь в стиле барокко. Архитекторами были Иоганн и Готлиб Тросты. Это был крупнейший городской строительный проект в Нюрнберге XVIII века. Автором лепнины был Донато Полли, родившийся на юге Швейцарии и получивший образование в Милане. Фрески, различающиеся по качеству, были написаны Иоганном Даниэлем Прейслером и Иоганном Мартином Шустером. Многочисленные гербы нюрнбергских патрицианских семей были обрамлены орнаментом и украсили собой постройку. Главным донатором храма был Кристоф Вильгельм II Тухер фон Зиммельсдорф (1683—1752).
В 1810 году Эгидиенкирхе стала приходской церковью, а в 1928—1934 и 1937—1938 годах она была полностью отреставрирована как внутри, так и снаружи. Во время Второй мировой войны 2 января 1945 года неф, средокрестие, трансепты и хоры полностью сгорели во время крупного авианалета, мансардные крыши рухнули, а внешние стены были повреждены.
Работы по реконструкции начались в 1955 году. Старый лепной декор частично сохранился, свод центрального нефа был заменен новым стрельчатым сводом. Сильно повреждённые башни (в 1951 году южная башня грозила обрушиться) также пришлось заменять в течение нескольких лет. 8 марта 1959 года церковь была возвращена к своему прежнему виду.